# Escândalo do INAMPS
O Escândalo do INAMPS premiou alguns, enriquecendo-os ilicitamente às custas da desgraça das camadas mais pobres da sociedade brasileira. A fraude é destacada como crime doloso, que condenou aqueles que tinham como único recurso de sobrevivência a Previdência Social.
No começo de 1985, o Departamento de Polícia Federal desbaratou o esquema fraudulento do INAMPS com cerca de 30 hospitais, dos 179 conveniados, revelando um rombo de cerca de Cr$ 1,5 trilhão. As fraudes incluíam a emissão fraudulenta de internações hospitalares e consultas inexistentes.
O Instituto Nacional de Assistência Médica da Previdência Social (INAMPS) foi criado em 1974 pelo governo federal, sendo a assistência restrita aos que contribuíam com a previdência social. Os demais brasileiros eram considerados indigentes e atendidos apenas em serviços filantrópicos. O INAMPS possuía alguns estabelecimentos próprios, mas a maior parte dos atendimentos eram realizados pela iniciativa privada. Os convênios estabeleciam a remuneração por procedimento, consolidando a lógica de cuidar da doença e não da saúde.
A partir de 1988, o SUS (Sistema Único de Saúde) é o responsável pelo atendimento público de saúde. A saúde como um direito universal, de todos, foi um dos princípios estabelecidos na Lei Orgânica da Saúde (Lei 8.080/1990) com base no artigo 196 da Constituição Federal. A saúde é um direito fundamental do ser humano, devendo o Estado prover as condições indispensáveis ao seu pleno exercício.